# Фридрих Лудвиг фон Льовенщайн-Вертхайм-Вирнебург
Фридрих Лудвиг фон Льовенщайн-Вертхайм-Вирнебург (на немски: Friedrich Ludwig zu Löwenstein-Wertheim-Virneburg; * март 1598, Льовенщайн; † 11 юни 1657, Хайлброн) от фамилията Вителсбахи, е граф на Льовенщайн-Вертхайм-Вирнебург.

## Живот
Син е на граф Христоф Лудвиг фон Льовенщайн-Вертхайм-Вирнебург (1568 – 1618) и съпругата му графиня Елизабет Амалия фон Мандершайд-Шлайден (1569 – 1621), наследничка на Графство Вирнебург, дъщеря на граф Йоахим фон Мандершайд-Нойербург-Вирнебург, губернатор на Люксембург († 1582) и Магдалена фон Насау-Идщайн (1546 – 1604). Внук е на граф Лудвиг III фон Льовенщайн († 1611) и графиня Анна фон Щолберг-Рошфор (1548 – 1599), наследничка на Вертхайм, дъщеря на Лудвиг фон Щолберг (1505 – 1574).
Фридрих Лудвиг се жени на 29 септември 1622 г. във Вернигероде за графиня Анна Хедвиг фон Щолберг-Ортенберг (* 15 март 1599; † 1634, Ландау), дъщеря на граф Лудвиг Георг фон Щолберг-Ортенберг (1562 – 1618) и втората му съпруга вилд и Рейнграфиня Анна Мария фон Салм-Кирбург-Мьорхинген (1576 – ок. 1620). След смъртта ѝ Фридрих Лудвиг се жени втори път през 1636 г. за графиня Агнес Мария фон Тюбинген (* 1599; † 5 юли 1638), дъщеря на граф Еберхард фон Тюбинген-Лихтенек († 1608) и Елизабет фон Лимпург-Шпекфелд (1578 – 1632). Тя е сестра на граф Конрад Вилхелм фон Тюбинген (1605 – 1630). Две години по-късно и втората му съпруга умира. На 28 юли 1644 г. в дворец Щутгарт той се жени за трети път за фрайин Анна Сидония фон Тойфенбах (* 29 април 1623, Грац; † 12 юни 1657, Вертхайм), дъщеря на фрайхер Зигмунд Фридрих фон Тойфенбах и на София.
Фридрих Лудвиг умира на 11 юни 1657 г. на 59 години.

## Деца
От първата си съпруга Анна Хедвиг фон Щолберг-Ортенберг има децата:
- Анна Елизабет (1623 – 1675)
- Анна Луиза (1623 – 1632)
- Лудвиг Ернст (1627 – 1681), граф на Льовенщайн-Вертхайм-Вирнебург, женен 1661 в Хомбург за графиня Катарина Елизабет фон Сайн-Витгенщайн (1639 – 1671)
- София (1628 – 1629)
- Фридрих Еберхард (1629 – 1683), граф на Льовенщайн-Вертхайм-Вирнебург, женен I. 1667 г. в Браке за графиня Отилия фон Липе-Браке (1639 – 1680), II. 1681 във Валденбург за графиня Сузана София фон Хоенлое-Валденбург (1648 – 1691)
- Луиза Барбара (1631 – 1693)
- Густав Аксел (1632 – 1683), женен на 1 октомври 1657 г. в Щутгарт за графиня Агата фон Йотинген-Йотинген (1610 – 1680)
- Анна Елизабет (1633 – 1675)

От третата си съпруга Анна Сидония фон Тойфенбах има децата:
- Анна Катарина (*/† 1645)
- Албрехт (1647 – 1688), граф на Льовенщайн-Вертхайм-Вирнебург, женен 1670 г. в Грайфенщайн за графиня Шарлота Ернестина фон Золмс-Браунфелс (1646 – 1720)
- София Елеонора (1649 – 1651)
- Анна Доротея (1649 – 1716)
- Амалия Христина (1651 – 1689)
- Карл Еберхард (1653 – 1657)
- Карл Лудвиг (1655 – 1667)
- дете (*/† 11 април 1657)